# Oscar Zago
Oscar Roberto Zago (Ciudad de Buenos Aires, 13 de noviembre de 1963)es un político argentino que se desempeña como diputado nacional por la Ciudad Autónoma de Buenos Aires y presidió el bloque de La Libertad Avanza hasta el 10 de abril de 2024, ganó su banca de diputado en las elecciones legislativas de 2023. Es miembro del Movimiento de Integración y Desarrollo y se desempeñó como Legislador de la Ciudad de Buenos Aires por el PRO entre 2005 y 2013 y entre 2021 y 2023 por La Libertad Avanza.

### UCR
Zago militó y trabajó en la UCR hasta 2001cuando se alejó del espacio. Antes militó en el Partido Comunista. Junto a Fidel Castro estuvo en la conferencia de la Universidad de Buenos Aires.

### PRO (2005-2013)
En el 2005, volvió a la política en las elecciones legislativas de la Ciudad de Buenos Aires, dentro del partido Propuesta Republicana, ocupó el puesto doce en la listay resultó electo legislador con el 33,21% de la lista, siendo reelegido posteriormente en las legislativas de 2009 con el 31,30% yendo en el 7mo lugar de la lista. Acompañó la candidatura de Mauricio Macri a Jefe de Gobierno de la Ciudad de Buenos Aires en 2007 y en su reelección en el 2011.

### Movimiento de Integración y Desarrollo (2021-actualidad)

#### Legislador de CABA (2021-2023)
Desde el año 2021, Zago se afilió al MID y ese mismo año es electo legislador de la ciudad de Buenos Aires por la coalición La Libertad Avanza con el 16,74% en el 3er lugar en la lista, se desempeñó en el cargo hasta su renuncia el 30 de noviembre de 2023.

#### Diputado Nacional (2023-actualidad)
En las Elecciones legislativas de Argentina de 2023 es electo Diputado Nacional y elegido presidente del bloque de La Libertad Avanza en la cámara hasta el 10 de abril de 2024, luego de ser reemplazado por Gabriel Bornoroni. El 12 de  abril anunció la formación del bloque MID junto a los diputados María Cecilia Ibáñez y Eduardo Falcone.
En la Cámara de Diputados pertenece a las siguientes Comisiones:
• BICAMERAL PERMANENTE DE TRAMITE LEGISLATIVO - LEY 26122	(VOCAL)
• Juicio Político	(VOCAL)
• Presupuesto Y Hacienda	(VOCAL)

## Historia Electoral
|  | 33,21 % |

|  | 31,30 % |

|  | 16,74 % |

|  | 20,54 % |